# Mount Enterprise
Mount Enterprise – miasto w Stanach Zjednoczonych, w stanie Teksas, w hrabstwie Rusk.